# Zsámbéki Nyári Színház
A Zsámbéki Nyári Színház (vagy Zsámbéki Szombatok Nyári Színház és Művelődési Ház) 1995-től egy Zsámbék különleges színtereket biztosító helyszíneit kihasználó, egész nyáron át tartó nemzetközi színházi fesztivál. 1983-ban Mátyás Irén és férje, Bicskei Gábor indította el, akkor még a Zsámbéki Szombatok kulturális rendezvénysorozatként. A színházi előadásokat képzőművészeti kiállítások, koncertek, filmművészeti és gyerekprogramok is színesebbé teszik. 2005-től a nyári színház hivatalos megnevezése Zsámbéki Színházi és Művészeti Bázis lett. 2006 januárjától az önkormányzattól a Zsámbéki-medence Idegenforgalmi Egyesület kezelésébe került a fesztivál, szervezését azonban már 2004 óta az egyesület látja el.

## Története

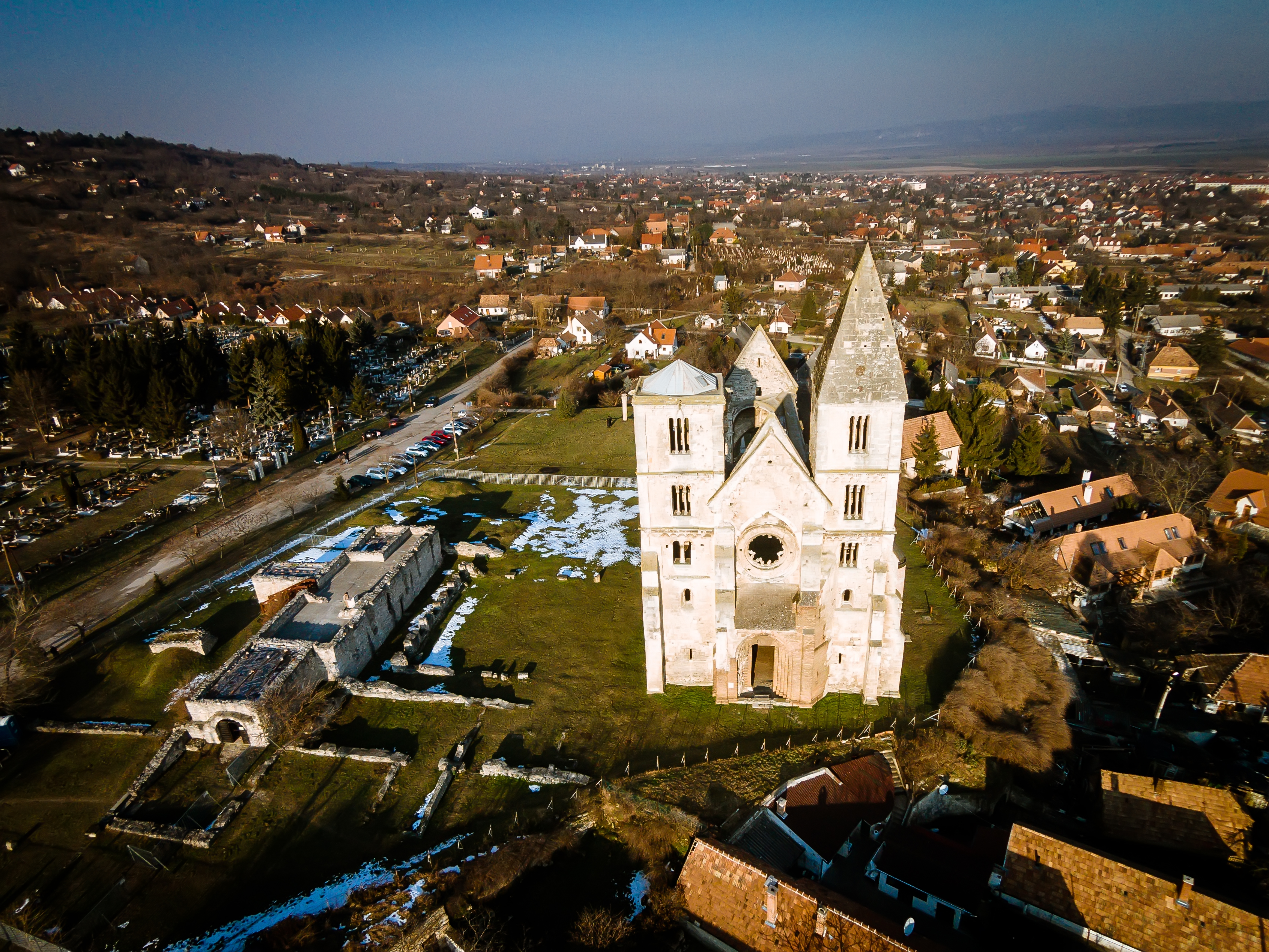
Agárdi Gábor – digilab.hu légi felvétele Zsámbékról, 2015

A Zsámbéki Nyári Színház alapítói Mátyás Irén népművelő és férje, Bicskei Gábor, aki az 1970-es években a Népművelési Intézet színházi referenseként dolgozott. 1982-ben költöztek Zsámbékra, miután Mátyás Irén megpályázta és elnyerte az akkor 2800 lelket számláló község „kultúrigazgatója" címet. A Pesttől huszonnégy kilométerre fekvő településre a fővárosból is könnyűszerrel el lehetett jutni, illetve Zsámbék érdekes helyszínei arra inspirálták őket, hogy 1983-ban megalapítsák a Zsámbéki Szombatok rendezvénysorozatot. Ennek keretében szombatonként egész napos programokat szerveztek: gyerekelőadásokat, kiállításokat, délutánonként koncerteket, este pedig színházi produkciókat. A helyi rendezvény a zsámbéki romtemplom látványképére alapozva és Zsámbék további különleges helyszíneit – mint a Török-kút, a Zárdakert vagy a barokk kastély – is kihasználva hamarosan országos jelentőségű, előbb csütörtöktől vasárnapig tartó hétvégékké, majd több hónapon át tartó nyári színházi fesztivállá nőtt.
A határon túli magyar produkciók és más vidéki előadások bemutatása, illetve az itt lehetőséget kapó amatőr színjátszó társulatok, amik közül a professzionálisabbá váló úgynevezett „alternatívok” aztán a későbbiek folyamán visszajárók lettek, a műhelymunkákat segítő környezet, táborok, képzések egyedülállóvá tették a rendezvényt.
1992 óta e rendezvény keretei között minden évben megtartják a 3 napos Határokon Túli és Hazai Amatőr Színjátszók Fesztiválját, amin a meghívott erdélyi, felvidéki, kárpátaljai és vajdasági helyi találkozók, versenyek legsikeresebb előadásaihoz csatlakoznak magyarországi résztvevők. A színjátszók találkozhatnak, megismerkedhetnek és anyanyelvükön játszhatnak egymásnak Zsámbék-szerte. A találkozókon neves szakemberekből álló zsűri is értékeli és elemzi a bemutatott produkciókat, segítve ezzel a csoportok fejlődését.
1995-től önálló intézményként (mint önkormányzati szabadtéri színház) Zsámbéki Nyári Színház néven szerveződött tovább a fesztiválsorozat, mely keretében független prózai és zenés színházi előadásokat mutattak be Zsámbék több pontján. 1997-ben Mátyás Irén és Gedeon József, a Gyulai Várszínház igazgatójának közös kezdeményezésére létrejött a Szabadtéri Színházak Szövetsége, melynek az azóta fő helyszínné vált Zsámbéki Színházi és Művészeti Bázis azóta is tagja. 1998-ban szintén Mátyás Irén kezdeményezte a zsámbéki Tourinform iroda létrehozását, felfigyelve a fesztivál turizmusfejlesztéssel kapcsolatos összefüggéseire is.

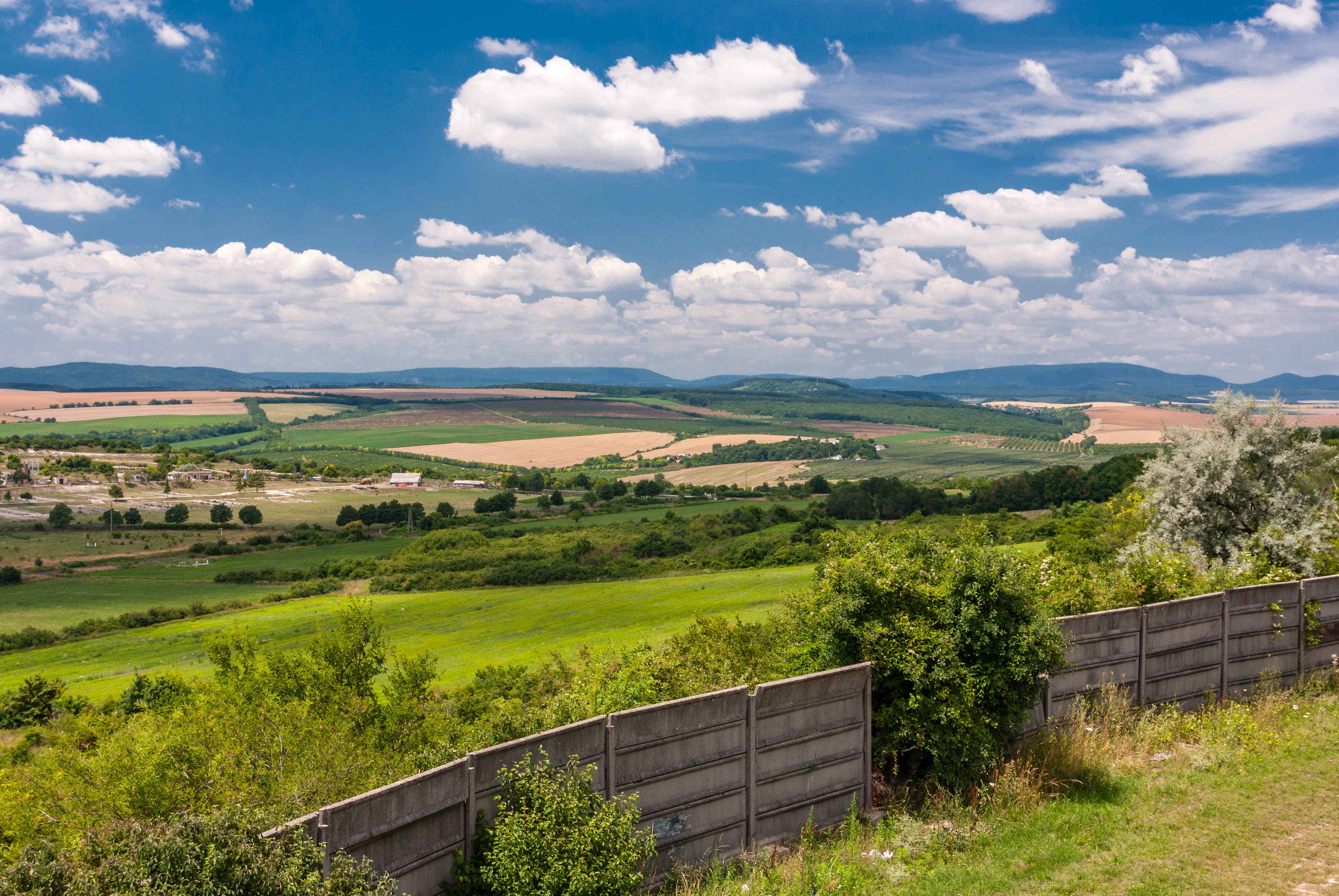
Kilátás a Pulcinella hangár tetejéről Szomor és a Gerecse felé 2011 júliusában György Gábor fotóján

2002-ben a Zsámbéki Nyári Színház által a Kultúra 2000 pályázatra beadott egyéves projekttervezet volt az első olyan európai uniós pályázat, melyet az – akkor még csak tagjelöltekkel együtt vett – összes uniós ország közül projektvezetőként magyar fél nyert el. Ennek keretében valósították meg a Büchner Woyzeckje alapján elkészült Pulcinella közlegény című vásári játékot magyar, román és olasz közreműködőkkel, amit aztán mindhárom országban bemutattak.
A hajdani Zsámbéki Légvédelmi Rakétaosztály harcálláspontját először a Csontzene című előadás színtereként fedezte fel Simon Balázs rendező 2002-ben. Ezután 2003-ban, amikor is negyedszer rendeztek tematikus színházi találkozót a Zsámbéki Nyári Színház kereteiben, a vendégjátékok és a rendezvény saját bemutatói is a háború témáját járták körül. Ekkortól használták színházi, kulturális célokra a Zsámbéki Színházi és Művészeti Bázis színtereit és vált a 15 hektáros terület a zsámbéki nyári fesztivál szó szerinti bázisává. A nagy zárt színházcsarnok birtokbavétele új távlatokat nyitott a szabadtéri lehetőségekhez képest, hiszen fedett terek által a fesztivál hosszát az addigi június közepétől augusztus 20-ig tartó időszakról kibővítették május utolsó szombatjától szeptember harmadik hetéig terjedő intervallumra.
2005-től a nyári színház hivatalos megnevezése Zsámbéki Színházi és Művészeti Bázis lett. 2006 januárjától a fesztivál kezelése a önkormányzattól a Zsámbéki-medence Idegenforgalmi Egyesülethez került, mely szervezet már 2004 óta ellátta annak szervezési feladatait.
2007 óta Máté Gábor és Horvai István Színház- és Filmművészeti Egyetemen 2003-ban végzett osztályának tagjai rendszeres fellépői a bázisnak. Először még 2004-ben a Migrénes csirke című előadással mutatkoztak be AlkalMáté Trupp néven Zsámbékon. Három év múltán a sorozat első darabja a 2007-ben bemutatott Járó Zsuzsa volt, majd Szandtner Anna, Kovács Patrícia, Máthé Zsolt, Mészáros Máté, Péter Kata, Száraz Dénes, Gál Kristóf, Dömötör András és Mészáros Béla következett. A darab hősét minden évben az évad utolsó előadásának végén sorshúzással választják ki. Róla szól az előadás, ahogy ő látja magát, ahogy az „osztály” látja őt. A sorshúzástól a próbaidőszakig előkészítő, ötletelő összejöveteleket tartanak, a tényleges próbaidőre pedig elkészül a tulajdonképpeni darab váza, ami háromhetes zsámbéki próbaidőszak alatt nyeri el végső formáját.
2009-ben a Zsámbéki Színházi és Művészeti Bázis a Magyar Fesztivál Regisztrációs és Minősítési Program keretében kiváló minősítésű művészeti fesztivál minősítést kapott.
2013-ban a fesztivál alapítója és vezetője, Mátyás Irén elhunyt. A rendezvények igazgatását előbb közvetlen munkatársa, Vásárhelyi Nóra vette át Artner Szilvia művészeti tanácsadó segítségével. 2015-ben Árkosi Árpád lett a fesztivál első embere. Tervei szerint a rakétabázis helyszínein túl újra szervezne játékokat a romtemplomnál, a zárdakertben és a művelődési házban is. Célja egy a Bicskei Gábor és Mátyás Irén hagyatékát jelentő, őket jellemző színházi innovációs szemlélet megőrzésével létrehozott, workshop jellegű „színházi Sziget”.

## Főbb helyszínei
- Művelődési ház
- Romtemplom
- Barokk plébániatemplom
- Török-kút
- Zárdakert
- Barokk kastély

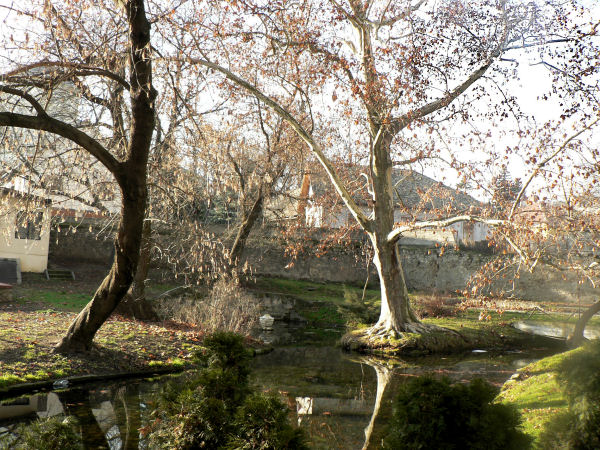
A zsámbéki zárdakert

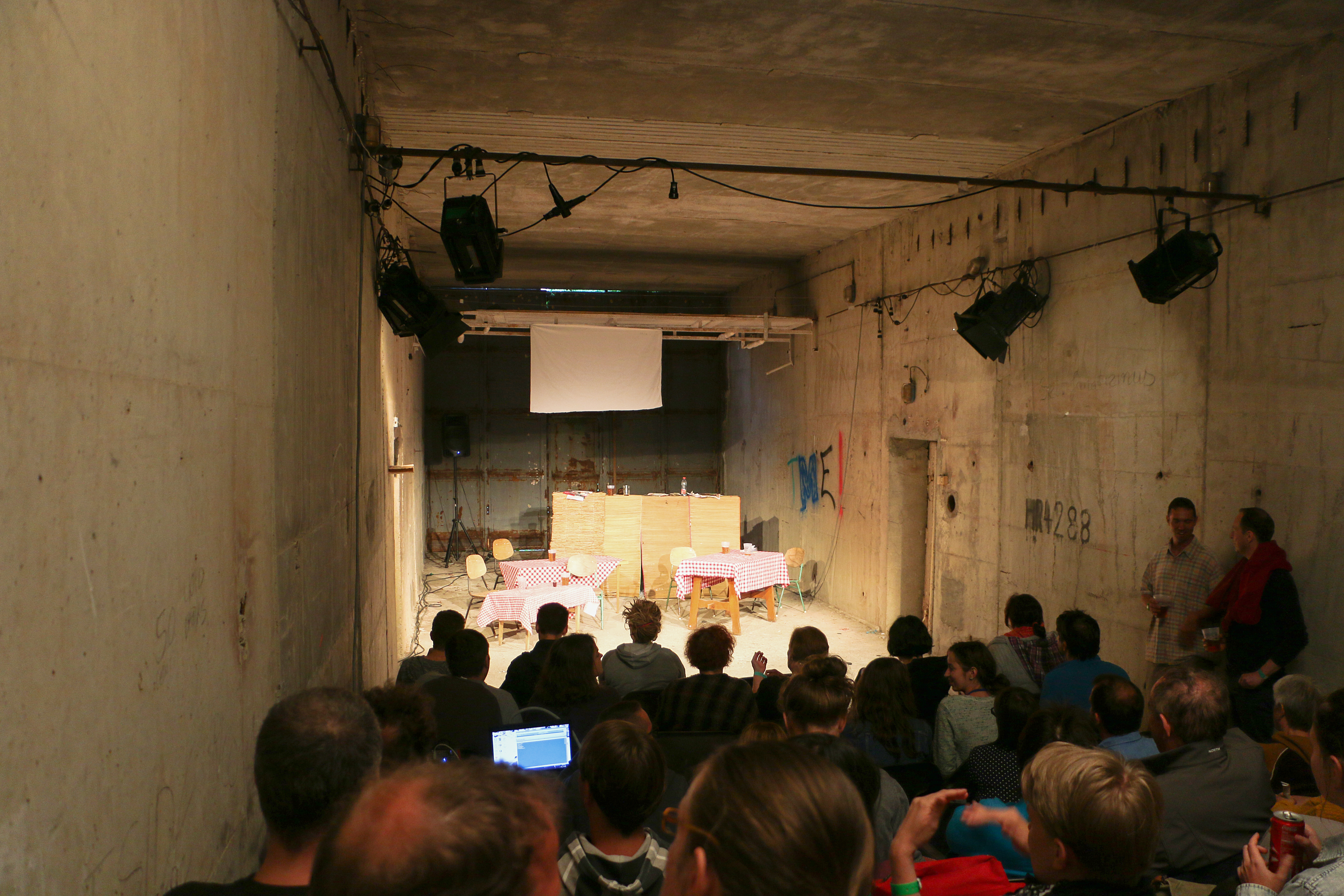
Egy kisebb csarnok a bázison

- Zsámbéki Színházi és Művészeti Bázis
Főbb fedett helyszínei:
  - Bázis központ[15]
  - Színházi csarnok[15] (Passio[16])
  - Színházi fedezék[15] (Volhov[16])
  - Teátrum[15]
  - Nyitott színházi csarnok és kilátópont[15] (hatlyukú[17])
  - Színházi fedezék és kilátópont[15] (Pulcinella[16])